# Premi Emmy 1995
La cerimonia della 47ª edizione dei Primetime Emmy Awards (47th Primetime Emmy Awards) si è tenuta  al Pasadena Civic Auditorium di Pasadena (California) il 10 settembre 1995. 
La cerimonia fu trasmessa dalla Fox e fu presentata da Jason Alexander e Cybill Shepherd.

## Primetime Emmy Awards

### Migliore serie televisiva drammatica
- NYPD Blue
- Chicago Hope
- E.R. - Medici in prima linea
- Law & Order
- X-Files

### Migliore serie tv commedia
- Frasier
- Friends
- The Larry Sanders Show
- Innamorati pazzi (Mad About You)
- Seinfeld

### Miglior miniserie
- Giuseppe
- A Woman of Independent Means
- Buffalo Girls
- Children of the Dust
- Martin Chuzzlewit

### Miglior film tv
- L'asilo maledetto (Indictment: The McMartin Trial)
- Il fuoco della resistenza - La vera storia di Chico Mendes (The Burning Season: The Chico Mendes Story)
- Cittadino X (Citizen X)
- The Piano Lesson
- Costretta al silenzio (Serving in Silence: The Margarethe Cammermeyer Story)

### Migliore attore in una serie tv commedia
- Kelsey Grammer (Frasier Crane) – Frasier
- John Goodman (Dan Conner) – Pappa e ciccia (Roseanne)
- Paul Reiser (Paul Buchman) – Innamorati pazzi
- Jerry Seinfeld – Seinfeld
- Garry Shandling (Larry Sanders) – The Larry Sanders Show

### Migliore attore in una serie tv drammatica
- Mandy Patinkin (Dr. Jeffrey Geiger) – Chicago Hope
- George Clooney (Dr. Doug Ross) – E.R. - Medici in prima linea
- Anthony Edwards (Dr. Mark Greene) – E.R. - Medici in prima linea
- Dennis Franz (Andy Sipowicz) – NYPD Blue
- Jimmy Smits (Bobby Simone) – NYPD Blue

### Migliore attore in una miniserie o film per la televisione
- Raúl Juliá (Chico Mendes) – Il fuoco della resistenza - La vera storia di Chico Mendes (The Burning Season: The Chico Mendes Story)
- Charles S. Dutton (Boy Willie Charles) – The Piano Lesson
- John Goodman (Huey P. Long) – Kingfish: The Story of Huey P. Long
- John Lithgow (Tom Bradley and Bob Bradley) – Cura d'amore (My Brother's Keeper)
- James Woods (Danny Davis) – L'asilo maledetto

### Migliore attrice in una serie tv commedia
- Candice Bergen (Murphy Brown) – Murphy Brown
- Roseanne Barr (Roseanne Conner) – Pappa e ciccia
- Ellen DeGeneres (Ellen Morgan) – Ellen
- Helen Hunt (Jamie Buchman) – Innamorati pazzi
- Cybill Shepherd (Cybill Sheridan) – Cybill

### Migliore attrice in una serie tv drammatica
- Kathy Baker (Jill Brock) – La famiglia Brock (Picket Fences)
- Claire Danes (Angela Chase) – My So-Called Life
- Angela Lansbury (Jessica Fletcher) – La signora in giallo (Murder, She Wrote)
- Sherry Stringfield (Dr. Susan Lewis) – E.R. - Medici in prima linea
- Cicely Tyson (Carrie Grace Battle) – Sweet Justice

### Migliore attrice in una miniserie o film per la televisione
- Glenn Close (Margarethe Cammermeyer) – Costretta al silenzio
- Sally Field (Bess Gardner Steed) – A Woman of Independent Means
- Anjelica Huston (Calamity Jane) – Buffalo Girls
- Diane Keaton (Amelia Earhart) – Amelia Earhart: l'ultimo viaggio (Amelia Earhart: The Final Flight)
- Alfre Woodard (Berniece Charles) – The Piano Lesson

### Migliore attore non protagonista in una serie tv commedia
- David Hyde Pierce (Niles Crane) – Frasier
- Jason Alexander (George Costanza) – Seinfeld
- Michael Richards (Cosmo Kramer) – Seinfeld
- David Schwimmer (Ross Geller) – Friends
- Rip Torn (Arthur) – The Larry Sanders Show

### Migliore attore non protagonista in una serie tv drammatica
- Ray Walston (Henry Bone) – La famiglia Brock
- Héctor Elizondo (Dr. Phillip Watters) – Chicago Hope
- James Earl Jones (Neb Langston) – Under One Roof
- Eriq La Salle (Dr. Peter Benton) – E.R. - Medici in prima linea
- Noah Wyle (Dr. John Carter) – E.R. - Medici in prima linea

### Migliore attore non protagonista in una miniserie o film per la televisione
- Donald Sutherland (Fetisov) – Cittadino X
- Jeffrey DeMunn (Chikatillo) – Cittadino X
- Sam Elliott (Wild Bill Hickok) – Buffalo Girls
- Ben Kingsley (Potiphar) – Joseph
- Edward James Olmos (Wilson Pinheiro) – Il fuoco della resistenza - La vera storia di Chico Mendes (The Burning Season: The Chico Mendes Story)

### Migliore attrice non protagonista in una serie tv commedia
- Christine Baranski (Maryann Thorpe) – Cybill
- Lisa Kudrow (Phoebe Buffay) – Friends
- Julia Louis-Dreyfus (Elaine Benes) – Seinfeld'
- Laurie Metcalf (Jackie Harris) – Pappa e ciccia
- Liz Torres (Mahalia Sanchez) – The John Larroquette Show

### Migliore attrice non protagonista in una serie tv drammatica
- Julianna Margulies (Nurse Carol Hathaway) – E.R. - Medici in prima linea
- Barbara Babcock (Dorothy Jennings) – La signora del West (Dr. Quinn, Medicine Woman)
- Tyne Daly (Alice Henderson) – Christy
- Sharon Lawrence (Sylvia Costas) – NYPD Blue
- Gail O'Grady (Donna Abandando) – NYPD Blue

### Migliore attrice non protagonista in una miniserie o film per la televisione
- Judy Davis (Diane) – Costretta al silenzio
- Shirley Knight (Peggy Buckey) – L'asilo maledetto
- Sônia Braga (Regina De Carvalho) – Il fuoco della resistenza - La vera storia di Chico Mendes (The Burning Season: The Chico Mendes Story)
- Sissy Spacek (Spring Renfro) – The Good Old Boys
- Sada Thompson (Virginia McMartin) – L'asilo maledetto